# Druidentempel

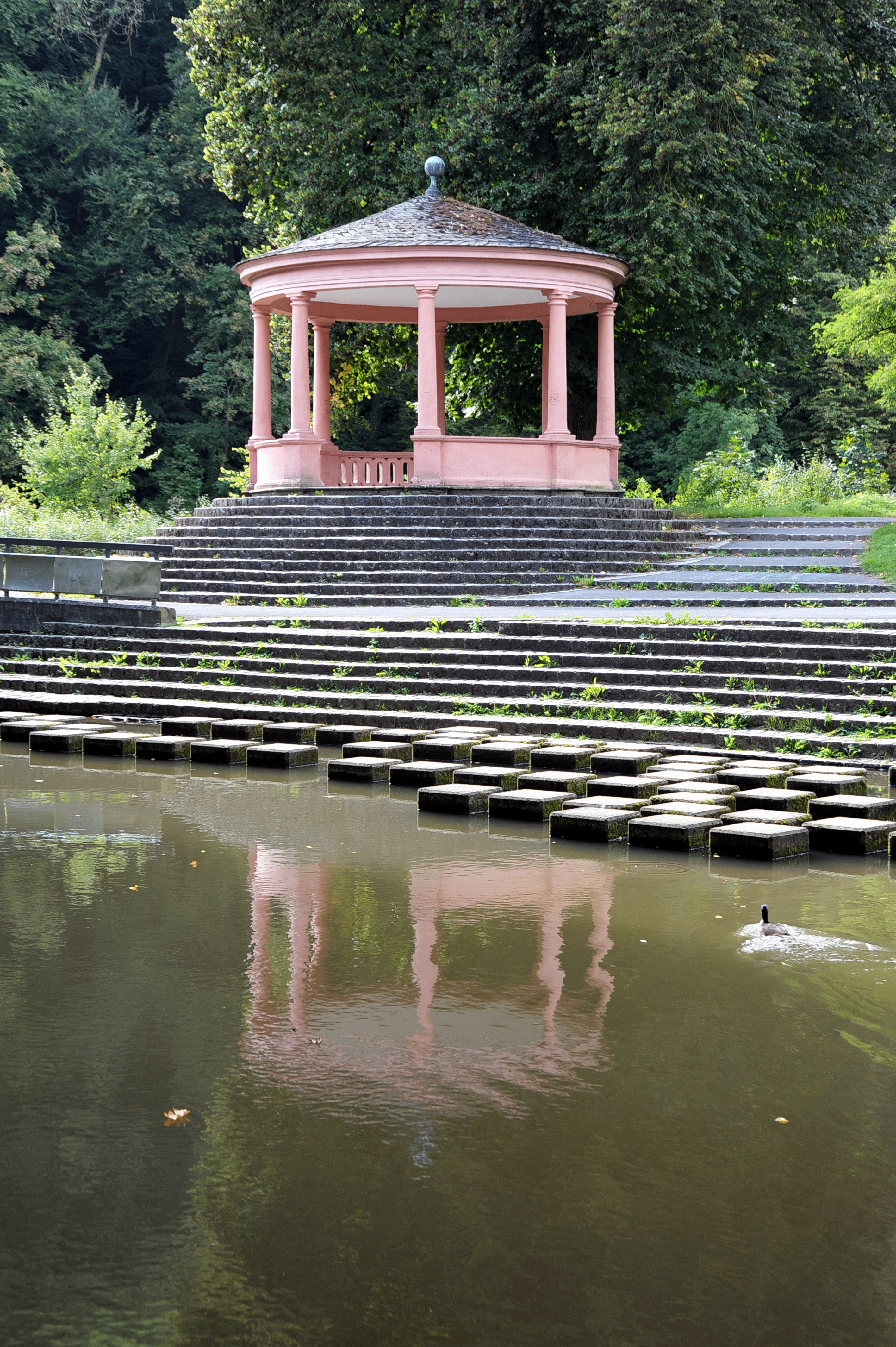
Druidentempel im Hainpark in Bamberg (2014)

Druidentempel ist der Name eines neuzeitlichen Monopteros im Theresienhain, einem Bürgerpark in Bamberg. 

## Beschreibung
Das denkmalgeschützte Gebäude ist ein tempelartiger Rundbau, dessen kegelförmiges, schiefergedecktes Dach von acht Säulen getragen wird. Aufgrund seines rosafarbenen Anstrichs wird das Gebäude auch Rosa Pavillon genannt.

## Geschichte
Der Monopteros war der erste Staffagebau im Hainpark. Bis 1804 hatte der Rundtempel im Garten von Schloss Seehof gestanden, bevor er in den Hainpark versetzt wurde. 1910 erfolgte eine letztmalige Versetzung des Gebäudes an den heutigen Standort. 
Der Druidentempel ist nicht einer Gottheit gewidmet, sondern allein der Natur. 
Sein Erscheinungsbild hat sich über die Zeiten gewandelt. Bis in die 1880er Jahre hatte er ein kuppelförmiges Dach, erst danach das heutige, kegelförmige Schieferdach. Der gravierendste Eingriff in das Umfeld war 1973 der Bau der unmittelbar benachbarten Hainbrücke.
Eine großzügige Spende an den Bürgerparkverein ermöglichte die Beschaffung von vier historischen Steinbänken, die 2020 im Monopteros aufgestellt wurden.